# Samorost
Samorost ist ein kostenloses Point-and-Click-Adventure des tschechischen Entwicklerstudios Amanita Design. Es wurde im Jahr 2003 erstmals auf der Website von Amanita Design veröffentlicht.

## Spielverlauf
Das Spiel basiert auf dem Prinzip des Point-and-klicks, wie auch für andere Rätselspiele üblich. Der Spieler spielt eine kleine, humanoid aussehende Spielfigur mit einer Mütze und braunen Stiefeln, genannt „der Gnom“. Im Verlauf des Spieles muss der Spieler eine Reihe von Rätseln lösen, welche zusammengesetzt die Geschichte bilden. Im Gegensatz zum Amanita-Design-Spiel Machinarium von 2009 gibt es kein Inventar oder Dialoge. Die Rätsel werden einfach mit der Maus, meist durch anklicken in der richtigen Reihenfolge, gelöst. Das Lösen eines Rätsels bringt den Spieler weiter zum nächsten Bildschirm.
Samorost besteht aus einer Spielwelt mit surrealistischen, organischen Hintergründen, welche Natur und Technik miteinander verbinden. Kleine Gegenstände werden auch oft groß dargestellt, um eine besondere Perspektive zu erhalten. Ebenso wie die Spielwelt fügen sich auch die anderen Charaktere in den eigenen Stil von Samorost ein. Die Musik unterstützt außerdem die visuellen Erlebnisse des Spielers. Ein Soundtrack kann mit dem Spiel erworben werden (DLC) oder über Plattformen wie iTunes.
Die zentrale Aufgabe des Spielers ist es, eine Kollision zwischen dem Heimatplaneten des Gnoms und einem Raumschiff zu verhindern. Die Spielzeit beträgt etwa 10 bis 30 Minuten.

## Entwicklung
Samorost wurde von Jakub Dvorský entwickelt, während er an der Academy of Arts in Prag „Grafik-Design“ und „Visuelle Kommunikation“ studierte. Trotz des simplen Spielaufbaus stach Samorost durch seine surrealistische Grafik besonders heraus. Das Spiel wurde für den Webby Award 2004 und den Top Talent Award 2003 nominiert.

### Etymologie
Samorost ist ein tschechisches Wort für Objekte, die im Wald herumliegen (z. B. Zweige, Wurzeln, Blätter). Der Asteroid, auf dem der Protagonist lebt, symbolisiert ein solches Objekt. Samorost lässt sich auch mit dem Wort Einzelgänger übersetzen. Es besteht aus samo- („selbst-, auto-“) und rost (eine Form von růst, was „wachsen“ bedeutet).
Das Wort lässt sich auch mit „Vagabund“, „Individualist“ oder „Reisender“ in Verbindung bringen, was sich auch in der Geschichte des Spiels widerspiegelt.

### Soundtrack
Ein Soundtrack für das Computerspiel wurde vom Gründer von Amanita Design, Jakub Dvorský, aus verschiedenen Quellen erstellt. Er wurde nicht offiziell veröffentlicht, sondern von einem Fan aus dem Spiel entnommen und illegal ins Internet gestellt.

## Rezeption
Das deutschsprachige Adventure-Magazin Adventure-Treff rezensierte Samorost in seiner Fanadventure-Sektion. Redakteur Sascha Pongratz lobte den einzigartigen Grafikstil, die musikalische Untermalung und die originellen Rätsel. Er kritisierte eine fehlende Handlung sowie den Mangel an Interaktionsmöglichkeiten. Das französische Magazin Jeuxvideo.com bezeichnete Samorost als guten Einstieg in die Gedankenwelt von Jakub Dvorský. Das Gameplay sei vielfältig und die Rätsel seien komplex. Lediglich die kurze Spieldauer sei zu kritisieren.